# Netzwerk Clarence

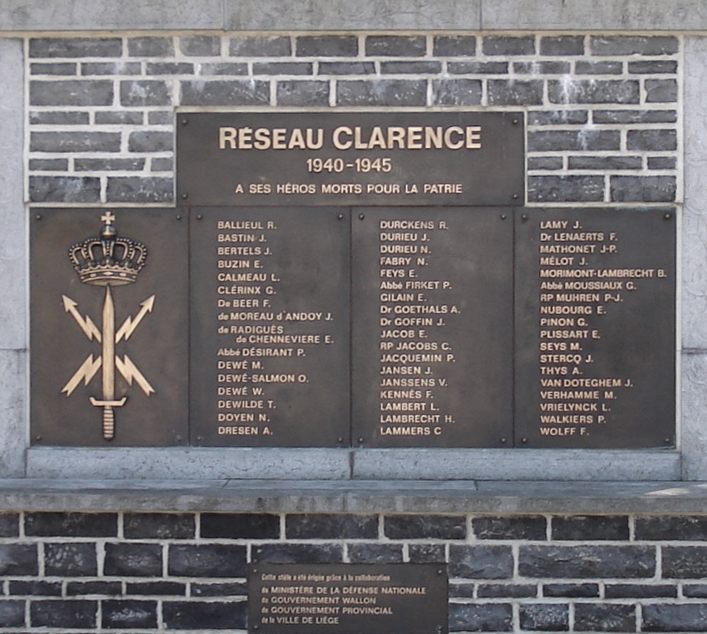
Gedenkstele an der Kartause in Lüttich

Das Netzwerk Clarence (französisch: Réseau Clarence) war ein belgisches Geheimdienstnetzwerk, das während des Zweiten Weltkriegs von Walthère Dewé gegründet wurde.

## Geschichte
Während des Ersten Weltkrieges hatte Dieudonné Lambrecht einen Untergrund-Nachrichtendienst Dame Blanche gegründet. Nach dessen Hinrichtung durch die Deutschen im Jahr 1916 übernahm sein Cousin Walthère Dewé die Leitung dieses Netzwerks. In 1939 reaktivierte Walthère Dewé die Dame Blanche, nachdem ihn der britischen Geheimdienst Secret Intelligence Service auf Grund der guten Erfahrungen mit ihm kontaktiert hatte, um wieder ein Geheimdienstnetzwerk aufzubauen. Im September 1939 gründete er dazu das Corps d'observation belge (COB), bestehend aus belgischen Geschäftsleuten. Unter dem Deckmantel ihrer Handelsbeziehungen mit Deutschland verrichteten diese Agenten Industriespionage in Deutschland, um die deutschen Kriegsvorbereitungen zu überwachen. Er warnt die Belgier, Briten und Franzosen, dass eine Invasion unmittelbar bevorsteht.
Im Juni 1940, nach dem Beginn der deutschen Besetzung Belgiens, fing Dewé zusammen mit seinem engsten Mitarbeiter Hector Demarque an, die Wehrmacht auszuspionieren. Demarques Widerstandsname war Clarence und so nannte Dewé auch das Netzwerk. Die erste Sitzung des Vorstandes fand in Ixelles bei einer Mitarbeiterin des früheren Dame-Blanche-Netzwerks, der inzwischen 75-jährigen Thérèse de Radiguès, statt.

## Das Netzwerk
Clarence wurde nach dem Vorbild des Dame Blanche-Netzwerks aus dem Ersten Weltkrieg organisiert. Es bestand aus einem Lenkungsausschuss, neun Provinzsektoren, einem mobilen Sektor und einem französischen Sektor. Der Anfang war schwierig, da keine Verbindung nach London hergestellt werden konnte (weder über Land noch per Funk). Im Januar 1941 wurde dank der Fallschirmabwürfe von Radiosendern die Verbindung zu London hergestellt. Claude Dansey, Leiter des SIS verwaltet die Kontakte.
Dewé hörte am 14. Januar 1944, dass seine Verhaftung unmittelbar bevorstand. Als er versuchte, Thérèse de Radiguès zu warnen, wurde er auf offener Straße in Brüssel erschossen. Trotzdem blieb das Netzwerk bis Ende 1944 in Betrieb. Es konnte 872 Nachrichten per Funk senden, und außerdem 163 Berichte mit Karten, Zeichnungen und Fotos sowie 92 Briefe, die über Frankreich und Spanien nach England geschmuggelt wurden. Nach Kriegsende wurden offiziell 1547 Widerstandskämpfer als an diesem Geheimdienstnetz beteiligt anerkannt.
Claude Dansey des SIS erklärte am Ende des Krieges, dass das Clarence-Netzwerk aufgrund der Qualität und des Umfanges der Nachrichten und Dokumente an erster Stelle unter den militärischen Nachrichtennetzwerken aller besetzten Gebiete in Europa stehe.